# 弗萊明 (堪薩斯州)
弗萊明（英語：Fleming）為美國堪薩斯州克勞福德縣的非建制地區。

## 歷史
此社區境內的郵政局於1892年4月8日開設，期間持續營運直到1908年10月31日終止。

## 知名人物
- 湯姆·威爾遜（英语：Tom Wilson (1910s catcher)），職業棒球球員，1890年生於弗萊明[3]。